# Boffres
Boffres település Franciaországban, Ardèche megyében. Lakosainak száma 618 fő (2022. január 1.). Boffres Alboussière, Châteauneuf-de-Vernoux, Gilhac-et-Bruzac, Saint-Barthélemy-Grozon, Saint-Julien-le-Roux, Toulaud és Vernoux-en-Vivarais községekkel határos.

## Népesség
A település népességének változása:
| Lakosok száma | 654  | 531  | 509  | 604  | 620  | 658  | 633  | 620  | 610  | 618  |
|               | 1968 | 1982 | 1999 | 2006 | 2011 | 2015 | 2017 | 2018 | 2020 | 2022 |